# 宮田隆
宮田 隆（みやた たかし、1913年12月16日 - 1982年7月8日）は、島根県隠岐郡海士町出身の作詞家。放送劇やコント、随筆、シナリオ等も執筆。

## 人物
1913年、隠岐諸島で生まれる。父は小学校長。島根師範学校（現在の島根大学）に入学するが肺結核を病み中退。完治した後、島根県立商船水産学校（現在の島根県立隠岐水産高等学校）製造科に編入学した。商船水産学校在学中に取材のために隠岐を訪れた西條八十を父が案内したことから交流が生まれ、西條が主宰する詩謡雑誌「蝋人形」に投稿するようになる。1932年、玉造温泉の新民謡公募に応募した「玉造小唄」が一等入選し、本格的に作詞家としての活動を開始。商船水産学校を1933年3月に卒業した後は、兵庫県庁に勤めた。
戦後、復員すると島根県庁に勤務。その傍ら、日本詩人クラブ、日本音楽著作権協会に所属して、新民謡や歌謡曲を作詞した。1962年、東京オリンピックの際に公募された「東京五輪音頭」で、2千以上の応募の中から一等入選し一躍有名になる。
孫はホルン奏者の宮田一彦。

## 主な作詞楽曲
- 三波春夫、他「東京五輪音頭」[1]
- 三波春夫「大社音頭」
- 都はるみ「おろち太鼓」「ふるさと音頭」[3]
- 岡ゆう子「櫛」
- 岡ゆう子・松崎真・ビクター少年民謡会「音頭で大行進」
- 藤本二三吉「玉造小唄」[1]
- 合唱曲「海のバラード」（昭和54年度文化庁芸術祭参加作品）
- 島根県立隠岐高等学校校歌[1]
- 島根県立隠岐水産高等学校水産歌[1]
- 雲南市立海潮中学校校歌
- 浜田市立金城中学校校歌
- 隠岐の島町立西郷小学校校歌[1]
- 松江市立大谷小学校校歌
- 出雲市立神戸川小学校校歌
- 島根県民歌「青い空なら」[1]
- 海士町民歌「海士町民の歌」[4]